# UFC 63
UFC 63: Hughes vs. Penn è stato un evento di arti marziali miste tenuto dalla Ultimate Fighting Championship il 23 settembre 2006 all'Arrowhead Pond di Anaheim, Stati Uniti d'America.

## Retroscena
Il campione in carica Matt Hughes avrebbe dovuto difendere il titolo dei Pesi Welter contro Georges St-Pierre, ma quest'ultimo s'infortunò all'inguine e venne sostituito dall'ex campione B.J. Penn.
Roger Huerta avrebbe dovuto affrontare Jason Reinhardt, ma quest'ultimo diede forfait per infortunio e venne sostituito con Jason Dent.
Mario Neto doveva vedersela con Gabriel Gonzaga, ma quest'ultimo risultò indisponibile e venne rimpiazzato da Eddue Sanchez.

## Risultati

### Card preliminare
- Incontro categoria Pesi Leggeri:  Tyson Griffin contro  David Lee

Griffin sconfisse Lee per sottomissione (strangolamento da dietro) a 1:50 del primo round.
- Incontro categoria Pesi Leggeri:  Jorge Gurgel contro  Danny Abbadi

Gurgel sconfisse Abbadi per decisione divisa (28–29, 29-28, 29-28).
- Incontro categoria Pesi Massimi:  Mario Neto contro  Eddie Sanchez

Sanchez sconfisse Neto per KO (pugno) a 0:17 del secondo round.
- Incontro categoria Pesi Leggeri:  Roger Huerta contro  Jason Dent

Huerta sconfisse Dent per decisione unanime (30–27, 30–27, 30–27).

### Card principale
- Incontro categoria Pesi Leggeri:  Jens Pulver contro  Joe Lauzon

Lauzon sconfisse Pulver per KO (pugno) a 0:47 del primo round.
- Incontro categoria Pesi Mediomassimi:  Rashad Evans contro  Jason Lambert

Evans sconfisse Lambert per KO (pugni) a 2:22 del secondo round.
- Incontro categoria Pesi Leggeri:  Melvin Guillard contro  Gabe Ruediger

Guillard sconfisse Ruediger per KO (pugno al corpo) a 1:01 del secondo round.
- Incontro categoria Pesi Medi:  Mike Swick contro  David Loiseau

Swick sconfisse Loiseau per decisione unanime (29-28, 29-28, 29-28).
- Incontro per il titolo dei Pesi Welter:  Matt Hughes (c) contro  B.J. Penn

Hughes sconfisse Penn per KO tecnico (pugni) a 3:53 del terzo round e mantenne il titolo dei pesi welter.